# Jacques Roubaud
Jacques Roubaud (5. prosince 1932 Caluire-et-Cuire – 5. prosince 2024 Paříž) byl francouzský básník, dramatik, prozaik a matematik.
Patřil k oporám skupiny OuLiPo, kde uplatnil svůj matematický talent v rámci aplikace matematické kombinatoriky na literární text.

## Životopis
Jeho manželkou byla od roku 1980 kanadská fotografka a spisovatelka Alix Cléo Roubaudová. Během své kariéry si vedla osobní deník a v roce 1984 se její manžel rozhodl jej vydat. Alix Cléo trpěla astmatem a zemřela ve svých 31 letech na plicní embolii. 

## Dílo

### Poezie
Všechna data v závorkách znamenají francouzská vydání, české překlady dosud nejsou k dispozici.
- ∈ (1967)
- Mono no aware (1970)
- Trente et un au cube (1973)
- Autobiographie, chapitre 10 (1977)
- Les animaux de tout le monde (1984)
- Échanges de la lumière (1990)
- Pluralité des mondes de Lewis (1991)
- Les animaux de personne (1991)

### Drama
- Graal-Théâtre (1977)
- Joseph d'Arimathie et Merlin l'Enchanteur. Graal-Théâtre II (1978)

### Romány
- Graal-Fiction (1978)
- La boucle (1993)
- Le chevalier Silence (1997)
- Le Grand Incendie de Londres: récit avec incises et bifurcations (1989)
- Mathématique (1997)
- Poésie (2000)